# Luca Lai
Luca Lai (* 24. Juni 1992 in Oristano) ist ein italienischer Leichtathlet, der sich auf den Sprint spezialisiert hat.

## Sportliche Laufbahn
Erste internationale Erfahrungen sammelte Luca Lai im Jahr 2021, als er bei den Halleneuropameisterschaften in Toruń im 60-Meter-Lauf mit 6,73 s in der ersten Runde ausschied.
2019 wurde Lai italienischer Hallenmeister im 60-Meter-Lauf.

## Persönliche Bestleistungen
- 100 Meter: 10,22 s (+2,0 m/s), 11. Juli 2020 in Bulle FR
  - 60 Meter (Halle): 6,56 s, 23. Januar 2022 in Ancona
- 200 Meter: 20,98 s (−0,3 m/s), 14. August 2021 in La Chaux-de-Fonds